# Rupen Semerciyan
Rupen Semerciyan, né en 1906 est un ancien entraîneur turc de basket-ball.